# Марко Мушич
Марко Мушич (словен. Марко Маријан Мушич; Љубљана, 30. јануар 1941) архитекта је, члан академија широм Европе, редовни члан Словеначке академије науке и умјетности и инострани члан Академије наука и умјетности Републике Српске од 2012. године.
Обављао је функцију потпредсједника Словеначке академије наука и уметности од 2008. до 2013. године, а функцију предсједника један период 2014. године.

## Биографија
Марко Мушич рођен је 3. јануара 1941. године у Љубљани. Дипломирао је на Факултету архитектуре и грађевинарства у Љубљани, 1966. године. Радио је и живио у Данској и САД. Скупштина САЗУ-а изабрала га је 12. јуна 2003. године за ванредног члана, а 1. јуна 2007. године за редовног члана САЗУ. Потпредсједник САЗУ постао је 6. маја 2008. године, и ту функцију је обављао све до 17. децембра 2013. године. Године 2014, обављао је функцију предсједника Академије, и то од 27. фебруара до 6. маја. Члан је Европске академије наука и умјетности и дописни члан Црногорске академије наука и умјетности 2011. године, а дописни члан Хрватске академије знаности и умјетности 2012. године.
Његова дјела приказивана су у бројним часописима архитектуре и представљена на многим изложбама. О Марку Мушичу угледни критичари написали су 12 монографија. За свој рад награђиван је бројним наградама као што су Награда Прешернове закладе, Плечникова награда, Валвасорова награда, Борбина награда за архитектуру, Савезна награда 4. јул, Награда Платинаста оловка и др.
Скупштина АНУРС-а потврдила је избор академика Марка Мушича за иностраног члана 21. децембра 2012. године.
Од 2016. године ради на новом пројекту "Кампуса" у оквиру Универзитета у Скопљу.

## Сакрални објекти и уређења
Реализовани пројекти:
- Нова Црква Кристовог Оваплоћења, Дравље, Љубљана, Словенија;
- Нова Црква Рођења Блажене Дјевице Марије, Котор Варош, Босна и Херцеговина;
- Нова Црква, крипта, спољни олтар, пасторални центар и остала архитектонска уређења светишта Светог Ивана Крститеља, Подмилачје, Босна и Херцеговина;
- Апостолска нунцијатура у Словенији; Љубљана, Словенија (пројект); Капела Кристовог бичевања, Техарје, Словенија;
- Криж, централно гробље Жале, Љубљана, Словенија;
- Криж, гробље у Шентјернеју, Словенија (пројект);
- Оргуље у новој цркви у Дрављу, Љубљана, Словенија;
- Јубиларни криж и Капела Ускрснућа, Грабеж изнад Подмилачја, Босна и Херцеговина (пројект);
- Црква Светог Ивана Еванђелисте, реновирање и проширење, Ретече, Словенија (пројект);
- Нова црква, Луција, Словенија (пројект).

## Образовне установе
Реализовани пројекти:
- Универзитетски центар Свети Ћирило и Методије, Скопље, Македонија;
- Waldorfska школа, Словенија (пројект).

## Меморијални и културни центри
Реализовани пројекти:
- Омладински културни центар, Загреб, Хрватска (пројект);
- Меморијални и културни центар, Колашин, Црна Гора;
- Меморијални и културни центар, Босански Шамац, Босна и Херцеговина;
- Меморијални и културни центар, Никшић, Црна Гора;
- Културни центар, Добој, Босна и Херцеговина (пројект);
- Културни центар, Ново Место, Словенија (пројект);
- Културни центар, Рибница, Словенија (пројект);
- Културни центар Шентјур, Словенија (пројект).

## Објекти културе
Реализовани пројекти:
- Позориште и културни центар, Битољ, Република Македонија;
- Позориште и културни центар, Шентјур, Словенија (пројект);
- Музеј Босанске Крајине, Бања Лука, Босна и Херцеговиа (пројект).

## Библиотеке
Реализовани пројекти:
- Књижница Мирана Јарца, Ново Место, Словенија;
- Централна техничка књижница, ЦТК, Љубљана, Словенија;
- Национална и универзитетска књижница, НУК II, Љубљана, Словенија (пројект);
- Књижница Ивана Тавчара, Шкофја Лока, Словенија (пројект);
- Књижница, Шентјур, Словенија (пројект).

## Пословни и саобраћајни објекти и архитектонско уређење
Реализовани пројекти:
- Централна станица, Љубљана, Словенија (пројект);
- Аутобуска станица, Ново Место, Словенија;
- Саобраћајни план и наткривена паркиралишта, Згорњи трг, Шентјур, Словенија;
- Ресторан Ловћен, Црна Гора;
- Канцеларије и хотел у Тржашкој улици, Љубљана, Словенија (пројект);
- Хотел Млино, Блед, Словенија (пројект);
- Туристичко села и апартмани са рекреацијским оазом, Ладин гај, Хрватска (пројект).

## Меморијални паркови и гробља
Реализовани пројекти:
- Меморијални парк Техарје, Словенија; Меморијални парк Јајинци, Београд, Србија (пројект);
- Централно гробље Жале, Љубљана, Словенија;
- Зграда посљедњег поздрава и гробље Шентјур, Словенија (пројект);
- Зграда посљедњег поздрава и гробље Мароф, Ново Место, Словенија (пројект).

## Тргови
Реализовани пројекти:
- Трг Светог Рока, Дравље, Љубљана, Словенија;
- Трг Светог Јурја, Шентјур, Словенија;
- Сломшков Трг, Пониква, Словенија (пројект);
- Трг Светог Ивана Крститеља, Подмилачје, Босна и Херцеговина (пројект).

## Споменици
Реализовани пројекти:
- Кенотаф жртвама рата за Словенију 1991, Љубљана, Словенија;
- Централни споменик са криптом и презбитеријем, Техарје, Словенија;
- Споменик Јулију Бетету, Словенија;
- Херкулова фонтана, Љубљана, Словенија;
- Фонтана Светог Јурја;
- Шентјур, Словенија (пројект).